# Kondrowo
Kondrowo (ros. Кондрово) – miasto w środkowej Rosji, w obwodzie kałuskim nad rzeką Szanią. Stolica rejonu dzierżyńskiego. Prawa miejskie od 1938 roku. Około 17 tys. mieszkańców (2005).
Znajduje się tu stacja kolejowa Gowardowo, położona na linii Wiaźma – Kaługa.